# Töre socken
Töre socken ligger i Norrbotten och är sedan 1971 en del av Kalix kommun och motsvarar från 2016 Töre distrikt.
Socknens areal var den 1 januari 1961 925,07 kvadratkilometer, varav 869,33 km² land. År 2000 fanns här 2 592 invånare. Tätorterna Morjärv samt tätorten och kyrkbyn Töre med sockenkyrkan Töre kyrka ligger i socknen. 

## Administrativ historik
1909 utbröts Töre församling ur Nederkalix församling och 1924 utbröts Töre landskommun ur Nederkalix landskommun. Landskommunen uppgick 1967 i Kalix landskommun som ombildades 1971 till Kalix kommun. Församlingen uppgick 2018 i Kalix församling.
Socknen har tillhört fögderier, tingslag och domsagor enligt vad som beskrivs i artikeln Norrbotten.

## Geografi
Töre socken ligger vid kusten kring Töreälven och Kalixälven med skärgård.  Socknen har dalgångsbygd utmed vattendragen och vid kusten och är i övrigt en myrrik skogsbygd med höjder som i Svartberget i norr når 413 meter över havet.
Socknen genomkorsas av Europaväg 4 samt Europaväg 10. 
I skärgården finns Bergön, Rånön och Berghamn. Längst i söder ute i Bottenviken ligger Likskär naturreservat med Bredskär, Renskär, Likskär och några mindre holmar och skär. Siksundsön med Siksundsöberget (28 meter över havet) är en halvö som sticker ut mot Bergöfjärden. Största by i denna del av socknen är Siknäs. 

### Geografisk avgränsning
I öster gränsar Töre till Nederkalix socken. Gränsen mellan Töre och Nederkalix går från havet mellan Berghamn (Töre) och Hastaskäret (Nederkalix) över Storöfjärden och Rånöfjärden samt Siknäsfjärden och träffar fastlandet cirka fyra kilometer nordväst om byn Påläng (i Nederkalix socken).
I väster ligger Råneå socken i Luleå kommun. Gränsen mellan Töre och Råneå socknar går från havet över Båtöfjärden, söder om Bergön, över Bergöfjärden, öster om Bockön och träffar fastlandet vid Kalvviken cirka sex kilometer sydväst om Siknäs. 
I norr ligger tätorten Morjärv. Sydost om Morjärv ligger Kamlungsträsket som är en del av Kalixälven. Längs älven ligger bland annat byarna Kamlunge samt Bondersbyn.

## Fornlämningar
Cirka 90 boplatser från stenåldern är funna och gravrösen vid bronsålderns strandlinje. Cirka 80 fångstgropar har påträffats, liksom tomtningar och labyrinter i skärgården.

## Namnet
Namnet (1539 Töre) kommer från kyrkbyn som fått sitt namn från Töreälven. Dennes förled kan innehålla tauvra, 'fara vilt omkring' då syftande på älvens rörelser.

## Befolkningsutveckling
| Befolkningsutvecklingen i Töre socken 1910–1990               | Befolkningsutvecklingen i Töre socken 1910–1990 | Befolkningsutvecklingen i Töre socken 1910–1990 | Befolkningsutvecklingen i Töre socken 1910–1990 | Befolkningsutvecklingen i Töre socken 1910–1990 |
| ------------------------------------------------------------- | ----------------------------------------------- | ----------------------------------------------- | ----------------------------------------------- | ----------------------------------------------- |
|                                                               |                                                 |                                                 |                                                 |                                                 |
| År                                                            |                                                 |                                                 | Folkmängd                                       |                                                 |
| 1910                                                          | 1910                                            |                                                 | 4 413                                           |                                                 |
| 1920                                                          | 1920                                            |                                                 | 4 474                                           |                                                 |
| 1930                                                          | 1930                                            |                                                 | 4 544                                           |                                                 |
| 1940                                                          | 1940                                            |                                                 | 4 969                                           |                                                 |
| 1950                                                          | 1950                                            |                                                 | 5 127                                           |                                                 |
| 1960                                                          | 1960                                            |                                                 | 4 482                                           |                                                 |
| 1970                                                          | 1970                                            |                                                 | 3 042                                           |                                                 |
| 1980                                                          | 1980                                            |                                                 | 3 031                                           |                                                 |
| 1990                                                          | 1990                                            |                                                 | 2 847                                           |                                                 |
| Anm: Källor: Demografiska databasen, CEDAR, Umeå universitet. |                                                 |                                                 |                                                 |                                                 |